# Agriotes sputator

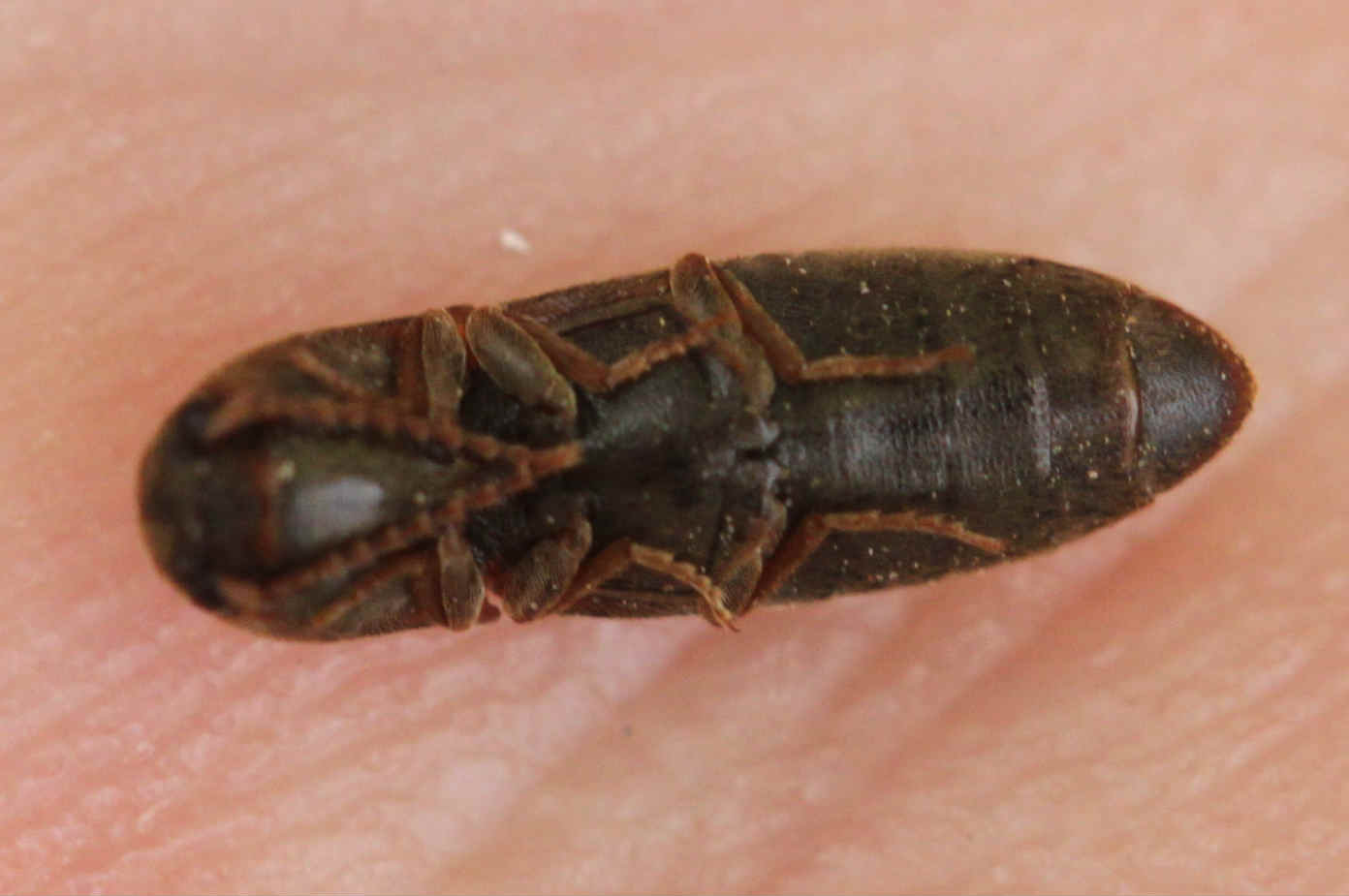
Agriotes sputator – Ventralansicht

Agriotes sputator, auch als Gelbbrauner Schnellkäfer bekannt, ist ein Käfer aus der Familie der Schnellkäfer (Elateridae).

## Merkmale
Die mittelbraun gefärbten schlanken Käfer erreichen eine Länge von 6–9 mm. Die Halsschildseiten des Käfers sind wie bei allen Arten der Gattung Agriotes seitlich nach unten gezogen. Die Seiten des Halsschildes verlaufen im Gegensatz zu Agriotes lineatus annähernd parallel und verengen sich vorne weniger stark als bei Agriotes obscurus.

## Verbreitung
Agriotes sputator kommt in der westlichen Paläarktis vor, wo die Art weit verbreitet ist. Ihr Verbreitungsgebiet reicht bis nach Zentralasien. In Nordamerika wurde die Käferart eingeschleppt (erster Nachweis 1939 in New Brunswick) und kommt dort hauptsächlich in den Atlantikprovinzen Kanadas vor. Typischer Lebensraum der Käfer bilden Weideland, Graslandschaften sowie landwirtschaftliche Nutzflächen, insbesondere Getreidefelder.

## Lebensweise
Die Käfer sind im Frühjahr ab Ende März bis Juni aktiv. Die Entwicklung der Larven ist temperatur- und feuchtigkeitsabhängig und dauert 2 bis 4 Jahre. Die Verpuppung findet gewöhnlich im Hochsommer statt und dauert 2–3 Wochen.
Die Larven von Agriotes sputator entwickeln sich im Erdreich. Sie fressen an Setzlingen und am Wurzelwerk verschiedener Getreide, insbesondere Weizen, aber auch an Gemüse, Kartoffel, Nadelbäumen und weiteren Pflanzen. Dabei verursachen die Larven bei Massenauftreten schwere Ernteschäden und gelten daher als Schädlinge.